# Пьяджа, Карло
Карло Пьяджа (Carlo Piaggia, 1827—1882) — итальянский путешественник по Африке. 
Он родился в Бадиа-ди-Кантиньяно, в большой семье, состоящей из его отца, матери и шести братьев.
Семья Пьяджиа была бедна и поэтому, чтобы выживать, все члены работали на землях или на мельнице, которой они владели.
Первое образование Карло получал от приходского священника деревни, увлекался чтением книг, но из-за экономических условий семьи ему пришлось отказаться от этой страсти, чтобы продолжать работать.
В возрасте двадцати двух лет он потерял свою мать, трех братьев из-за холеры. Из-за серьезных экономических проблем, в которых находилась семья, 1 мая 1851 года он решил покинуть Италию, чтобы работать в Тунисе и в Александрии.
В 1851—1856 гг. посетил Тунис, Александрию, Хартум. Присоединился к Гильому Лежану и в 1860 году объехал Бар-эль-Гацал, а в 1863—1865 гг. совершил важнейшее своё путешествие в страну Ниам-Ниам. Кроме рассказов о своих путешествиях, он напечатал в Вестнике Итальянского географического общества: «Dell’ arrivo fra i Niam-Niam e del soggiorno sul lago Tzana i Abissinia» (Лукка,1877).